# 松原五百蔵

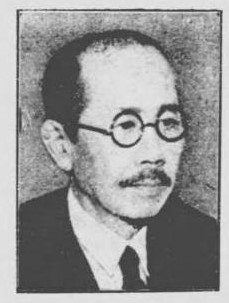
松原五百蔵

松原 五百蔵（まつばら いおぞう、1879年10月10日 - 1959年6月29日）は、日本の政治家。衆議院議員（1期）。

## 経歴
大阪府出身。旧制中学中退。蒲生郡書記、滋賀県属、金田村長、内務属、滋賀県勧業課長、伊香、甲賀、滋賀の各郡長、小作調停委員、郡教育会長、同自治協会長、県養鶏、同畜産各組合連合会副会長、県農機具物価専門委員会委員長、県農会長、県養蚕業組合連合会長、県物価統制協力会議副会長、帝国農会評議員、帝国畜産会理事、大政翼賛会滋賀県支部、県翼賛壮年団各顧問となる。
1942年の第21回衆議院議員総選挙では翼賛政治体制協議会の推薦を受けて当選する。戦後は無所属倶楽部に入ったが、推薦議員のため公職追放となった。1951年に追放解除。1959年死去。